# Ennearthron palmi
Ennearthron palmi – gatunek chrząszcza z rodziny czerwikowatych. Zamieszkuje palearktyczną Eurazję.

## Taksonomia
Gatunek ten opisany został po raz pierwszy w 1966 roku przez Gustava Alfreda Lohsego.

## Morfologia
Chrząszcz o wydłużonym, walcowatym ciele długości od 1 do 1,4 mm, z wierzchu niezbyt gęsto oprószonym krótkimi, sterczącymi łuskami, lekko połyskującym. Ubarwienie ma ciemnobrązowe z jaśniejszymi czułkami i odnóżami. Głowa u samców odznacza się dwoma tępymi, trójkątnymi ząbkami na nadustku. Czułki zbudowane z dziewięciu członów, z których trzy ostatnie formują buławkę. Przedplecze ma boki zaokrąglone, o delikatnym obrzeżeniu w widoku od góry dostrzegalnym jednocześnie z obu stron tylko przed tylnymi kątami. Pozbawione jest ono długich rzęsek na krawędziach przedniej i bocznych. Pokrywy są co najmniej półtorakrotnie dłuższe niż razem szerokie. Powierzchnia przedplecza i pokryw jest dość luźno, bezładnie i delikatnie punktowana. Golenie odnóży przedniej pary cechują się kątem zewnętrzno-wierzchołkowym ostrym lub przedłużonym w ząbek. Odwłok ma na pierwszym sternicie spiczasty wyrostek.

## Ekologia i występowanie
Owad saproksyliczny. Relikt lasów pierwotnych. Bytuje w owocnikach hub oraz pod przegrzybiałą korą dębów i buków.
Gatunek palearktyczny, europejski, znany ze Szwecji, Finlandii, Polski, Czech, Austrii, Białorusi i europejskiej części Rosji. W Polsce podawany z Dolnego Śląska, Puszczy Białowieskiej, Gór Świętokrzyskich i Wyżyny Małopolskiej. Na „Czerwonej liście gatunków zagrożonych Republiki Czeskiej” umieszczony został jako gatunek krytycznie zagrożony wymarciem (CR).